# جغدک جنگلی نواری
جغدک جنگلی نواری (نام علمی: Glaucidium radiatum) بومی شبه قاره هند است. این گونه اغلب به صورت منفرد، جفتی یا گروه‌های کوچک یافت می‌شود و معمولاً با صداهایشان در سحر و غروب شناسایی می‌شوند. دو زیرگونه وجود دارد که در گهات غربی یافت می‌شود و گاهی یک گونه کامل در نظر گرفته می‌شوند.